# Quadrilatère équidiagonal

Un quadrilatère équidiagonal : en rouge ses diagonales (de longueur égales), en vert le losange de Varignon et en bleu, les bimédianes perpendiculaires.

Un quadrilatère équidiagonal est un quadrilatère convexe dont les diagonales ont la même longueur. Les quadrilatères équidiagonaux étaient importants dans les mathématiques indiennes antiques, où les quadrilatères étaient classés en premier lieu selon qu'ils étaient équidiagonaux ou non.

## Cas particuliers

Un quadrilatère en cerf-volant équidiagonal maximisant rapport périmètre sur diamètre, inscrit dans un triangle de Reuleaux.

Les trapèzes isocèles, les rectangles et les carrés sont des quadrilatères équidiagonaux.
Le quadrilatère ayant le plus grand rapport de son périmètre à son diamètre est un cerf-volant équidiagonal ayant des angles de π/3, 5π/12, 5π/6 et 5π/12.

## Caractérisations
Un quadrilatère convexe est équidiagonal si et seulement si son parallélogramme de Varignon, le parallélogramme formé par les milieux de ses côtés, est un losange. Une autre formulation est que les bimédianes du quadrilatère (les diagonales du parallélogramme de Varignon) soient perpendiculaires.
Un quadrilatère convexe ayant des diagonales de longueurs {\displaystyle e} et {\displaystyle f} et des bimédianes de longueurs {\displaystyle m} et {\displaystyle n} est équidiagonal si et seulement si
{\displaystyle ef=m^{2}+n^{2}.}

## Aire
L'aire S d'un quadrilatère équidiagonal peut être facilement calculée à partir des longueurs {\displaystyle m} et {\displaystyle n} des bimédianes. Un quadrilatère est équidiagonal si et seulement si,:
{\displaystyle \displaystyle S=mn.}
L'aire d'un quadrilatère convexe étant le double de l'aire de son parallélogramme de Varignon, comme les diagonales de ce parallélogramme sont les bimédianes du quadrilatère, on en déduit la condition ci-dessus.
En utilisant les formules pour les longueurs des bimédianes, l'aire peut également être exprimée en fonction des côtés a, b, c, d du quadrilatère équidiagonal et de la distance x entre les milieux des diagonales par :
{\displaystyle S={\tfrac {1}{4}}{\sqrt {(2(a^{2}+c^{2})-4x^{2})(2(b^{2}+d^{2})-4x^{2})}}.}
D'autres formules d'aire peuvent être obtenues en posant {\displaystyle e=f} dans les formules d'aire d'un quadrilatère convexe.
Les quadrilatères pour lesquels les diagonales sont au moins aussi longues que les côté, d'aire maximale à diamètre donné, sont les pseudo-carrés (voir ci-dessous), résolvant le cas {\displaystyle n} = 4 du problème du plus grand petit polygone. Le carré est un de ces quadrilatères dont le nombre est infini.

## Relation avec d'autres quadrilatères
Un parallélogramme est équidiagonal si et seulement si c'est un rectangle; un trapèze est équidiagonal si et seulement si c'est un trapèze isocèle. Les quadrilatères équidiagonaux inscriptibles sont exactement les trapèzes isocèles.
On observe une forme de dualité entre quadrilatères équidiagonaux et quadrilatères orthodiagonaux : un quadrilatère est équidiagonal si et seulement si son parallélogramme de Varignon est orthodiagonal (un losange), et un quadrilatère est orthodiagonal si et seulement si son parallélogramme de Varignon est équidiagonal (un rectangle). 
De la même manière, un quadrilatère a des diagonales de même longueur si et seulement s'il a des bimédianes perpendiculaires, et il a des diagonales perpendiculaires si et seulement s'il a des bimédianes de même longueur. Silvester donne d'autres relations entre les quadrilatères équidiagonaux et orthodiagonaux, via une généralisation du théorème de van Aubel.
Les quadrilatères à la fois équidiagonaux et orthodiagonaux sont appelés des pseudo-carrés, ou en anglais quadrilatères de carré médian (midsquare quadrilaterals) car ce sont les seuls pour lesquels le parallélogramme de Varignon (ayant pour sommets les milieux des côtés du quadrilatère) est un carré. Un tel quadrilatère, de côtés successifs a, b, c, d, a pour aire :
{\displaystyle S={\frac {1}{4}}\left(a^{2}+c^{2}+{\sqrt {4(a^{2}c^{2}+b^{2}d^{2})-(a^{2}+c^{2})^{2}}}\right).}
Un parallélogramme est un pseudo-carré si et seulement s'il est lui-même un carré.

Exemple de pseudo-carré
Trapèze pseudo-carré
Cerf-volant pseudo-carré